# Abyssus (Energylandia)
Abyssus ist eine Stahlachterbahn im polnischen Themenpark „Energylandia“. Sie wurde am 14. Juli 2021 eröffnet und befindet sich im neugebauten Themenbereich Aqualantis. Gebaut wurde die Achterbahn vom niederländischen Hersteller Vekoma. Die Bahn ist vom Modell Shockwave und fällt somit unter die Kategorie der Launch-Coaster.

## Daten
Die Bahn ist 1316 Meter lang, bis zu 38,5 Meter hoch und bis zu 100 km/h schnell. Insgesamt dauert die Fahrt knapp zwei Minuten. Die drei Züge von Abyssus sind an Speedboote angelehnt und besitzen jeweils vier Wagen mit je zwei Reihen à zwei Personen. Insgesamt können so 16 Fahrgäste pro Zug befördert werden. Die Bahn besitzt vier Inversionen und zwei Abschüsse.

## Fahrt
Direkt nach der Station wird der Zug mittels eines sanften LSM-Abschusses auf Geschwindigkeit gebracht und es werden eine Gruppe kleinere Kurven und Hügel durchfahren. Danach wird der Zug durch einen zweiten und vor allem intensiveren Abschuss auf bis zu 100 km/h gebracht. Nach dem Abschuss werden Fahrelemente, wie Top-Hat, Looping, zahlreiche Airtime-Hügel, ein Batwing und ein Korkenzieher durchfahren.

## Thematisierung
Die Geschichte hinter der Achterbahn ist, dass Forscher eine versunkene Stadt gefunden haben und diese nun mit Pumpen freizulegen versuchen. Für weitere Erforschung der Stadt werden Boote verwendet, diese stellen die Züge der Achterbahn dar. Wenn man nun als Besucher in die Boote einsteigt, wird der Gott der Meere zornig und versucht die Forscher mit einer Schockwelle in die Tiefen des Meeres zu ziehen. Wie der Name des Themenbereichs bereits verrät, dreht es sich bei Aqualantis um eine sagenumwobene Stadt, welche aus dem Meer stammt. Im ganzen Themenbereich wurde diese Gestaltung umgesetzt.